# Stefano Pioli
Stefano Pioli (sinh ngày 20/10/1965) là một huấn luyện viên và một cựu cầu thủ người Italia. Ông đang là huấn luyện viên trưởng của câu lạc bộ Al Nassr tại Saudi Pro League.

## Sự nghiệp cầu thủ
Pioli sinh ra ở Parma nên trong những năm đầu sự nghiệp cầu thủ ông chơi cho đội bóng Parma từ năm 1982-1984. Sau đó ông chuyển sang Juventus (1984-1987), ở đây ông giành được 1 chức vô địch cúp C1. Tuy nhiên câu lạc bộ mà Pioli gắn bó lâu nhất lại là Fiorentina (1989-1995). Pioli giải nghệ năm 1999 sau 1 mùa giải chơi cho Colorno.
Trong sự nghiệp cầu thủ Pioli đá ở vị trí hậu vệ. Ông từng được gọi lên đội U21 Italia nhưng chưa từng được gọi lên đội tuyển quốc gia Italia.

## Sự nghiệp Huấn luyện viên
Sau khi giải nghệ thì Pioli lập tức chuyển sang công tác huấn luyện. Bắt đầu ở đội trẻ Bologna (1999-2002) rồi đội trẻ Chievo (2002-2003).
Từ năm 2003, Pioli bắt đầu được dẫn dắt các đội lớn. Đội bóng đầu tiên của ông là Salernitana ở Serie B.
Sau đó Pioli kinh qua nhiều câu lạc bộ, trong số đó có cả Lazio, Inter Milan và Fiorentina.
Đầu mùa giải 2019-2020, Pioli chuyển sang dẫn dắn AC Milan sau khi đội bóng này sa thải Marco Giampaolo.
Ngày 18 tháng 9 năm 2024, Al Nassr thông báo Pioli sẽ đảm nhận công việc huấn luyện tại câu lạc bộ này sau khi sa thải Luís Castro.

## Thống kê sự nghiệp huấn luyện
| Team           | Nat          | From                     | To                       | Record | Record | Record | Record | Record | Record | Record | Record |
| Team           | Nat          | From                     | To                       | G      | W      | D      | L      | GF     | GA     | GD     | Win %  |
| -------------- | ------------ | ------------------------ | ------------------------ | ------ | ------ | ------ | ------ | ------ | ------ | ------ | ------ |
| Salernitana    |              | ngày 8 tháng 6 năm 2003  | ngày 13 tháng 6 năm 2004 | 51     | 16     | 14     | 21     | 42     | 58     | −16    | 31.37  |
| Modena         |              | ngày 15 tháng 6 năm 2004 | ngày 22 tháng 1 năm 2006 | 71     | 25     | 27     | 19     | 85     | 67     | +18    | 35.21  |
| Modena         |              | ngày 8 tháng 2 năm 2006  | ngày 5 tháng 6 năm 2006  | 16     | 10     | 5      | 1      | 24     | 10     | +14    | 62.50  |
| Parma          |              | ngày 5 tháng 6 năm 2006  | ngày 12 tháng 2 năm 2007 | 32     | 9      | 7      | 16     | 31     | 51     | −20    | 28.13  |
| Grosseto       |              | ngày 11 tháng 9 năm 2007 | ngày 11 tháng 6 năm 2008 | 39     | 10     | 19     | 10     | 46     | 48     | −2     | 25.64  |
| Piacenza       |              | ngày 11 tháng 6 năm 2008 | ngày 5 tháng 6 năm 2009  | 43     | 14     | 13     | 16     | 48     | 49     | −1     | 32.56  |
| Sassuolo       |              | ngày 12 tháng 6 năm 2009 | ngày 9 tháng 6 năm 2010  | 47     | 20     | 16     | 11     | 66     | 46     | +20    | 42.55  |
| Chievo         |              | ngày 10 tháng 6 năm 2010 | ngày 2 tháng 6 năm 2011  | 41     | 13     | 13     | 15     | 43     | 41     | +2     | 31.71  |
| Palermo        |              | ngày 2 tháng 6 năm 2011  | ngày 31 tháng 8 năm 2011 | 2      | 0      | 2      | 0      | 3      | 3      | +0     | 0.00   |
| Bologna        |              | ngày 4 tháng 10 năm 2011 | ngày 7 tháng 1 năm 2014  | 97     | 32     | 28     | 37     | 116    | 129    | −13    | 32.99  |
| Lazio          |              | ngày 12 tháng 6 năm 2014 | ngày 3 tháng 4 năm 2016  | 91     | 44     | 20     | 27     | 148    | 103    | +45    | 48.35  |
| Internazionale |              | ngày 8 tháng 11 năm 2016 | ngày 9 tháng 5 năm 2017  | 27     | 14     | 3      | 10     | 55     | 38     | +17    | 51.85  |
| Fiorentina     |              | ngày 6 tháng 6 năm 2017  | ngày 9 tháng 4 năm 2019  | 74     | 27     | 25     | 22     | 115    | 92     | +23    | 36.49  |
| Milan          |              | ngày 9 tháng 10 năm 2019 | Present                  | 39     | 22     | 11     | 6      | 74     | 42     | +32    | 56.41  |
| Career Total   | Career Total | Career Total             | Career Total             | 670    | 256    | 203    | 211    | 896    | 777    | +119   | 38.21  |

## Danh hiệu

### Cầu thủ
Parma
- Serie C1: 1983–84

Juventus
- Serie A: 1985–86
- European Supercup: 1984
- European Cup: 1984–85
- Intercontinental Cup: 1985

Fiorentina
- Serie B: 1993–94

### Huấn luyện viên
Milan
- Serie A: 2021–22

Bologna
- Allievi Under-17 National Championship: 2000–01